# العلاقات اللاتفية المولدوفية
العلاقات اللاتفية المولدوفية هي العلاقات الثنائية التي تجمع بين لاتفيا ومولدوفا.

## مقارنة بين البلدين
هذه مقارنة عامة ومرجعية للدولتين:
| وجه المقارنة                                              | لاتفيا                                             | مولدوفا                           |
| --------------------------------------------------------- | -------------------------------------------------- | --------------------------------- |
| المساحة (كم2)                                             | 64.59 ألف                                          | 33.85 ألف                         |
| عدد السكان (نسمة)                                         | 1.93 مليون                                         | 2.55 مليون                        |
| الكثافة السكانية (ن./كم²)                                 | 29.88                                              | 75.33                             |
| العاصمة                                                   | ريغا                                               | كيشيناو                           |
| اللغة الرسمية                                             | اللغة اللاتفية                                     | اللغة المولدوفية، اللغة الرومانية |
| العملة                                                    | يورو، لاتس لاتفي، الروبل اللاتفي ‏، الروبل اللاتفي ‏ | ليو مولدوفي                       |
| الناتج المحلي الإجمالي (بليون دولار)                      | 30.26 مليار                                        | 8.13 مليار                        |
| الناتج المحلي الإجمالي (تعادل القوة الشرائية) بليون دولار | 49.24 مليار                                        | 17.94 مليار                       |
| الناتج المحلي الإجمالي الاسمي للفرد دولار أمريكي          | 14.06 ألف                                          | 3.65 ألف                          |
| الناتج المحلي الإجمالي للفرد دولار أمريكي                 | 23.55 ألف                                          | 4.98 ألف                          |
| مؤشر التنمية البشرية                                      | 0.819                                              | 0.693                             |
| رمز المكالمات الدولي                                      | +371                                               | +373                              |
| رمز الإنترنت                                              | .lv                                                | .md                               |
| المنطقة الزمنية                                           | ت ع م+02:00، ت ع م+03:00، أوروبا/ريغا ‏             | ت ع م+02:00، ت ع م+03:00          |

## مدن متوأمة
في ما يلي قائمة باتفاقيات التوأمة بين مدن لاتفية ومولدوفية:
- ترتبط أوغره مع باسارابياسكا باتفاقية توأمة منذ 2011.[15][15][15][15]
- ترتبط أوكه مع Ungheni [الإنجليزية]‏ باتفاقية توأمة منذ 2009.[16]
- ترتبط بلدية أوغري مع باسارابياسكا باتفاقية توأمة منذ 2011.[15][15][15][15]
- ترتبط داوغافبيلس مع بالتسي باتفاقية توأمة منذ 17 ديسمبر 1993.[17][17][18][17]

## منظمات دولية مشتركة
يشترك البلدان في عضوية مجموعة من المنظمات الدولية، منها:
| علم المنظمة | اسم المنظمة                               | تاريخ انضمام لاتفيا | تاريخ انضمام مولدوفا |
| ----------- | ----------------------------------------- | ------------------- | -------------------- |
|             | المركز الدولي لتسوية المنازعات الاستشارية | 7 سبتمبر 1997       | 4 يونيو 2011         |
|             | منظمة الأمن والتعاون في أوروبا            | 10 سبتمبر 1991      | 30 يناير 1992        |
|             | مؤسسة التنمية الدولية                     | 11 أغسطس 1992       | 14 يونيو 1994        |
|             | مؤسسة التمويل الدولية                     | 29 سبتمبر 1993      | 10 مارس 1995         |
|             | الاتحاد البريدي العالمي                   | ?                   | ?                    |
|             | مجلس أوروبا                               | ?                   | ?                    |
|             | البنك الدولي للإنشاء والتعمير             | 11 أغسطس 1992       | 12 أغسطس 1992        |
|             | منظمة التجارة العالمية                    | 1999                | ?                    |
|             | منظمة حظر الأسلحة الكيميائية              | ?                   | ?                    |
|             | الفريق المعني برصد الأرض                  | ?                   | ?                    |
|             | المنظمة الأوروبية لسلامة الملاحة الجوية   | 2011                | 2000                 |
|             | الأمم المتحدة                             | 17 سبتمبر 1991      | 2 مارس 1992          |
|             | منظمة الشرطة الجنائية الدولية             | ?                   | ?                    |
|             | وكالة ضمان الاستثمار متعدد الأطراف        | 21 أغسطس 1998       | 9 يونيو 1993         |
|             | يونسكو                                    | 9 يوليو 1951        | 27 مايو 1992         |
|             | الاتحاد الدولي للاتصالات                  | 11 ديسمبر 1921      | 20 أكتوبر 1992       |

## وصلات خارجية
- موقع وزارة الخارجية اللاتفية
- موقع وزارة الخارجية المولدوفية